# Balthasar (Mecklenburg)

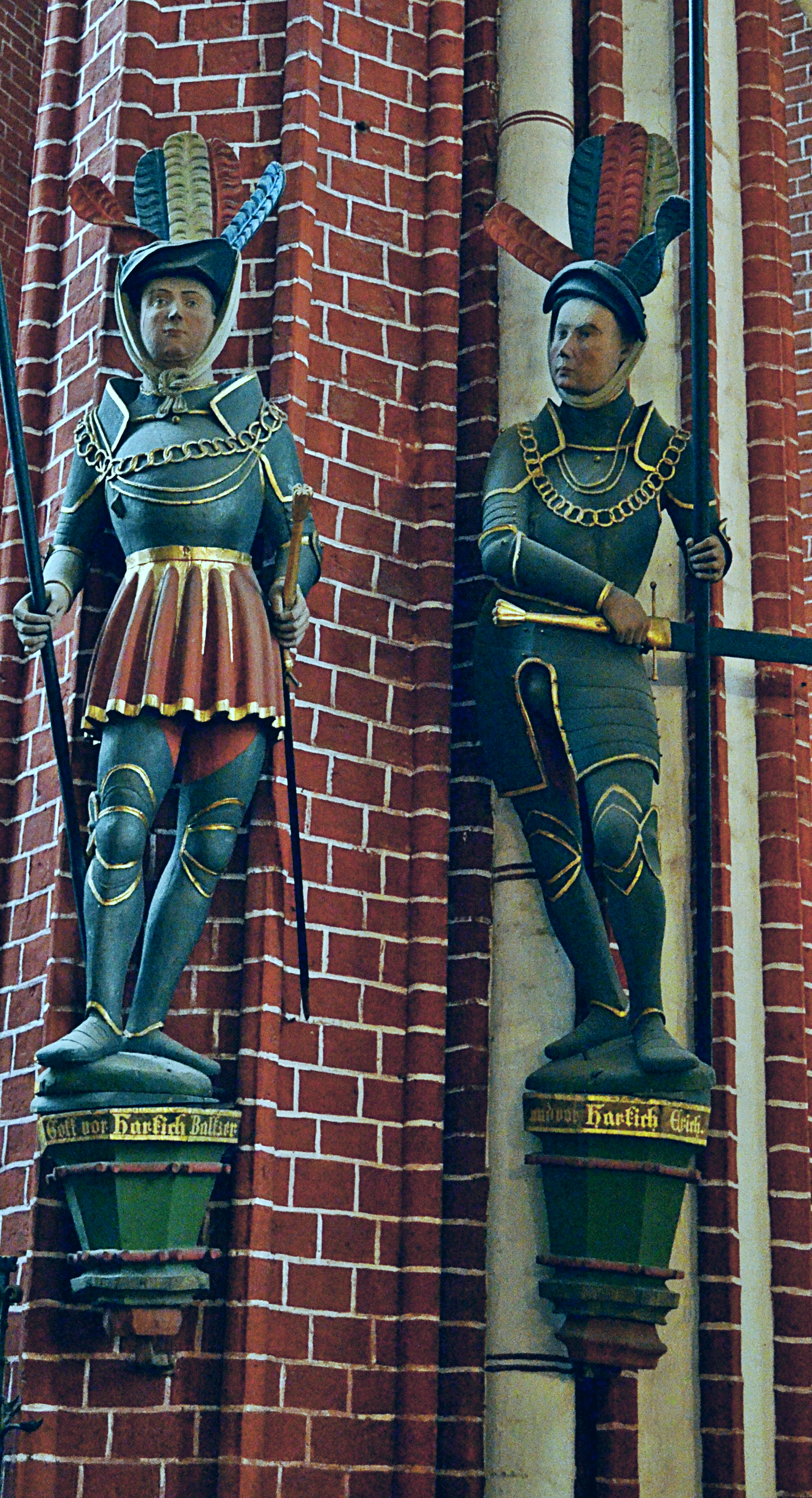
Balthasar (links), Memorialstatue im Doberaner Münster (mit seinem Neffen Erich II.)

Balthasar von Mecklenburg (* 1451; † 16. März 1507 in Wismar) war Herzog zu Mecklenburg, Koadjutor bzw. Administrator des Stifts Hildesheim (1471–1474) und des Stifts Schwerin 1474–1479.

## Leben
Balthasar war der jüngste Sohn Heinrichs IV., des Dicken und Dorotheas, der Tochter des brandenburgischen Markgrafen Friedrich I. Er schlug nach erreichter Volljährigkeit eine geistliche Laufbahn ein. Bereits 1470 postulierte ihn das Domkapitel mit Zustimmung Bischof Werners zu dessen Koadjutor. Balthasar studierte damals an der Universität Rostock, deren Rektor er schon 1467 ehrenhalber geworden war und ein zweites Mal 1470 werden sollte.
Die Aussicht als Administrator des Stifts Hildesheim mit Bischofssitz schlug 1470 selbst mit Waffengewalt durch Herzog Heinrich, ebenso wie ein Tauschgeschäft gegen das inzwischen vakant gewordene Bistum Schwerin, fehl.
Offenbar war durch die Postulation zum Koadjutor Bischof Werners nicht auch automatisch die Nachfolge durch Herzog Balthasar gesichert. Es musste ein neuer Antrag gestellt werden. Unter dem 10. März 1474 fanden sich in einem Revers des Postulaten und des Domkapitels gegenüber der Geistlichkeit des Bistums Schwerin wegen einer Gesandtschaft nach Rom und der Beihilfe dazu. Ein weiterer Antrag vom 12. April war in Rom erfolgreich, denn schon am 18. April kam unter Bezugnahme auf den Tod Bischof Werners die Bestätigung nur als Pastor et Administrator. Balthasar konnte mit seinen 22 Jahren zu diesem Zeitpunkt weder in Hildesheim noch in Schwerin Bischof werden.

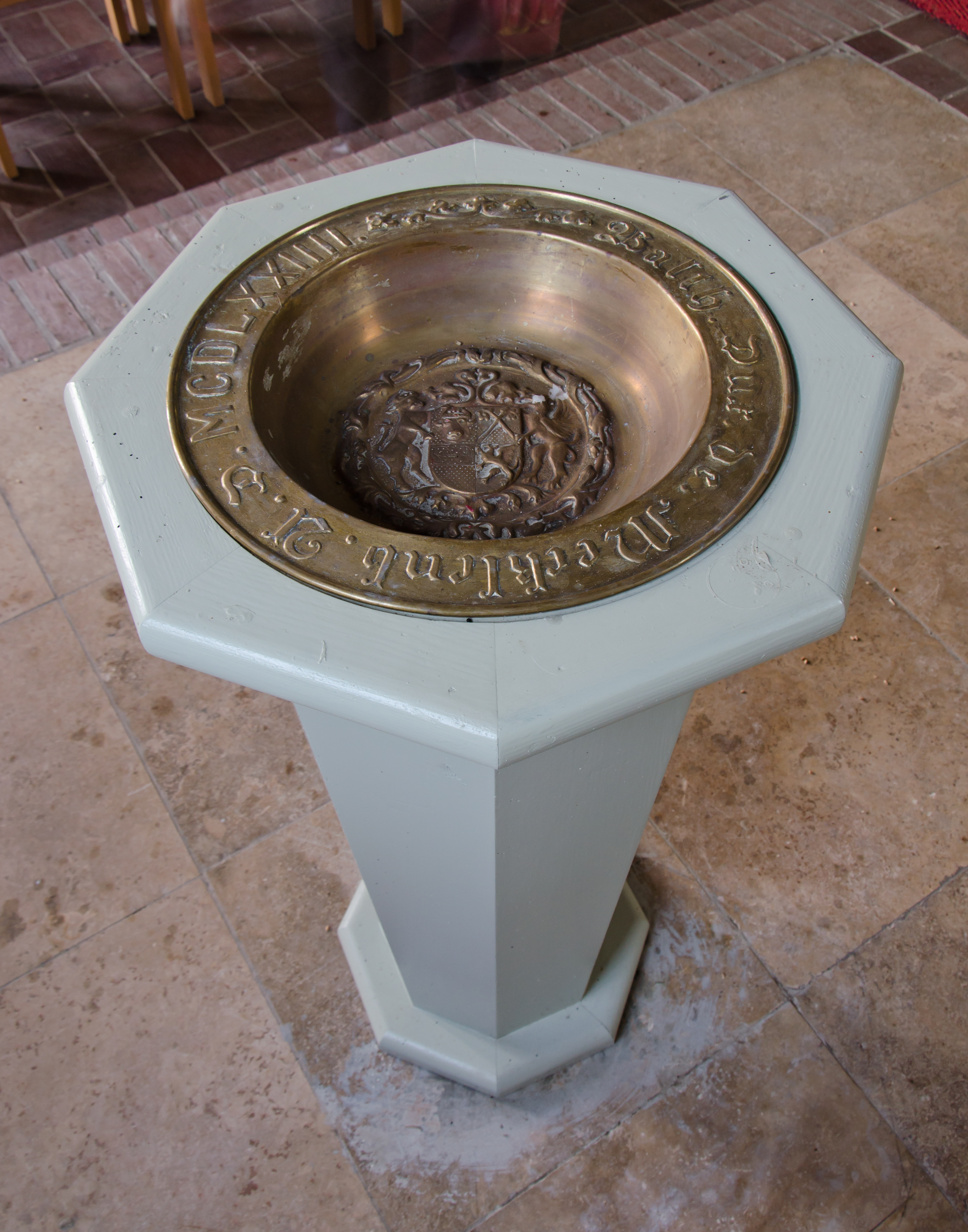
Von Balthasar 1474 gestiftete Taufschale in der Kapelle Langen Trechow mit seinem Wappen

Herzog Balthasar hat nachweisbar nie den Titel Bischof geführt, sondern sich an den rechtlich einwandfreien Titulaturen genug sein lassen: Dei gracia dux Magnopolensis, princeps Slavie inferioris, comes Zwerinensis, Stargardie et Rotztockcensis terrarum dominus, necnon eadem et apostolice sedis gracia ecclesie Zwerinensis in spiritualibus et temporalibus pastor et administrator.
Spektakuläre Ereignisse für die Amtszeit Balthasars sind aus dem Bistum Schwerin nicht zu berichten. Die erhalten gebliebenen Urkunden oder sonstige ernstzunehmende Hinweise auf Balthasars Tätigkeit lassen erkennen, dass er es mit seinem Auftrag ernst genommen hatte. Am 4. Juli 1475 wurden die Privilegien des Klosters Doberan bestätigt sowie die geistliche Jurisdiktion im Archidiakonat Kröpelin. Zehn Tage später bestätigte er in Bützow den Brauch, dass die neu eintretenden Präbendare in Parchim die übrigen Kleriker binnen zwei Monaten zu bewirten haben, nachdem zeitweilig dieser Brauch durch eine Spende für Bücher und Kleinodien außer Brauch gekommen war. Im August verlieh er einen Ablass für eine auf dem Friedhof zu Alt-Wismar zu erbauende Kapelle. Am 4. Oktober bestätigte Baltasar die Visitation des Hauses der Brüder vom gemeinsamen Leben zu Rostock. Am 25. Oktober versuchte er durch Begrenzung des Wahlalters auf 20 Jahre auch das Besetzungsrecht innerhalb des Domkapitels zu Schwerin einzuwirken und auch das Präbendenwesen dort neu zu ordnen. Unter dem 31. März 1476 erfreuten sich die Brüder vom gemeinsamen Leben in Rostock neuerlicher Bestätigung durch den interimistischen Ortsordinarius und erhielten eine Regel. Das Kloster Rühn erhielt eine gestiftete Vikarie und am 25. April 1477 bestätigte Balthasar auf Antrag des Dekans und des Kapitels zu Bützow dessen Gottesdienstordnung, Einrichtungen und Privilegien.
Nach dem Tode seines tief verschuldeten Vaters Heinrich IV. am 9. März 1477 war Herzog Magnus II. bemüht, für seinen Bruder Balthasar eine bessere Versorgung zu beschaffen, als ihm die Administration des Stiftes Schwerin gewährte. Er verhandelte mit Bischof Gebard von Halberstadt und dessen Domkapitel wegen einer etwaigen Kandidatur Balthasars für diesen Bischofssitz, doch man kam auch hier nicht zum gewünschten Ziel.
Nach Schuldfeststellung bei Abtretung des Stiftes kam Balthasar am 16. Februar 1479 mit dem Domkapitel zu Schwerin überein, seine kirchlichen Ämtern abzugeben und kehrte in den Laienstand, den weltlichen Stand, zurück. Da Balthasar nie höhere Weihen empfangen hatte, bedurfte es zu diesem Schritt nur eine einseitige Willenserklärung.
Am 13. Januar 1480 entstand unter Vermittlung der Mutter ein Teilungsvertrag zwischen ihm und seinen älteren Brüdern. Sein Bruder Albrecht VI. erhielt große Teile des ehemaligen Fürstentums Werle, während Balthasar mit seinem Bruder Magnus II. gemeinsam das restliche Herzogtum verwaltete. Nach Magnus Tod verwaltete er das Land zusammen mit dessen Söhnen, ohne großen Anteil daran zu nehmen.
Am 7. November 1487 verlobte sich Balthasar mit Margarete, der Schwester seiner Schwägerin Sophie, der Gemahlin Herzog Magnus, einer Tochter des Herzogs Erich II. von Pommern. Die Hochzeit sollte am 24. August 1485 stattfinden, fand aber wohl erst im Herbst 1487 statt.
Die Ehe blieb kinderlos. Herzogin Margarete überlebte ihren Mann um fast 20 Jahre. Sie starb am 27. März 1526 und wurde in der Kirche des Dominikanerklosters zu Wismar beigesetzt.
1479 wurde er am Heiligen Grab zu Jerusalem zum Ritter vom Heiligen Grab geschlagen.
Balthasar starb am 16. März 1507 (oder unwahrscheinlicher am 17. März) in Wismar, wo er die letzte Zeit seines Lebens verbrachte und wurde im Doberaner Münster beerdigt. Als Standbild befindet er sich an einem Pfeiler der Pribislav-Kapelle in der Abteikirche zu Doberan.
Auch auf dem geschnitzten Hauptaltar-Retabel im Dom zu Güstrow befindet sich Balthasar kniend neben dem herzoglichen Wappen.

## Siegel
Das von Herzog Balthasar als Administrator gebrauchte Siegel war rund. Im Mittelfeld befindet sich das Wappen mit Schildhaltern. Die Umschrift lautet:
S. BALTASARI. DUCIS. MAGNOPOLLEN. ADMINISTRATOR Q. ECCLIE ZWER
In der nachfolgenden weltlichen Zeit benutzte Balthasar zunächst das Siegel seines Bruders mit und gab als Grund den Mangel eines eigenen Siegels an. Für die spätere Zeit ordnet Herzog Balthasar als postulierter Administrator des Stifts Schwerin die Felder seines gravierten Wappenschildes wie folgt: Mecklenburg, Stift Schwerin, Grafschaft Schwerin, Rostock. Als Schildhalter dienen rechts ein gekrönter Stier mit vorwärts sehendem Kopf, links ein Greif.